# Île-aux-Moines
Île-aux-Moines település Franciaországban, Morbihan megyében. Lakosainak száma 632 fő (2022. január 1.).

## Népesség
A település népességének változása:
| Lakosok száma | 711  | 590  | 617  | 536  | 611  | 600  | 606  | 620  | 627  | 632  |
|               | 1968 | 1982 | 1990 | 2006 | 2013 | 2015 | 2017 | 2019 | 2020 | 2022 |